# TW1
TW1 é um canal de televisão privado austríaco dedicado ao turismo, à meteorologia e a tempos livres.
TW1 é uma filial da Österreichischer Rundfunk (ORF) (desde outubro de 2005).
Seu diretor-geral é Werner Mück, e sua programação está voltada para a meteorologia na montanha, com câmaras panorâmicas instaladas em locais turísticos.
Em maio de 2000, a Österreichischer Rundfunk colocou transmissões desportivas regulares nesse canal, com desportos normalmente negligenciados tais como o ténis de mesa. Desde 2006 que a TW1 partilha antena com a cadeia desportiva ORF Sport Plus.